# Syntagma musicum

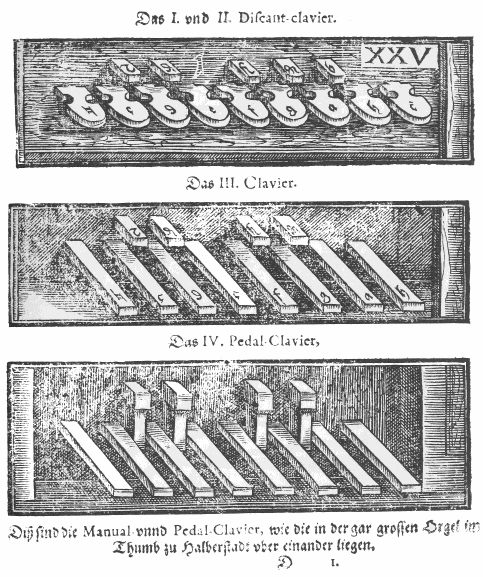
Titelseite des ersten Bandes

Das Syntagma musicum gehört zu den musikwissenschaftlichen Schriften des Komponisten Michael Praetorius. Es ist eines der bedeutendsten Werke der musiktheoretischen Literatur. 
Die drei Bände enthalten umfangreiche Informationen zum Studium der historischen Aufführungspraxis und des historischen Musikinstrumentenbaus.

## Inhalt
Band 1: De Musica Sacra (Wittenberg 1614/15)
- Discursus de Musica Choreali et veterum Psalmodia.
- Comentarii de Missodia vel Leturgia summa.
- Explicatio Matutinae et vespertinae Leturgiae: cum aliis annexis.
- Contemplatio Musicae Instrumentalis Ecclesiasticae, cum in Veteris, tum Novi Testamenti Ecclesia usitatae.

Band 2: De Organographia (Wolfenbüttel 1619)
- Aller Musikalischen Alten und Neuen /…/ Instrumenten Nomenklatur
- Der Alten und Neuen Orgeln gewisse Beschreibung

Band 3 (Wolfenbüttel 1619)
- Die Bedeutung/ wie auch Abtheil und Beschreibung fast aller Nahmen/ der Italianischen/ Franzößischen/ Englischen und jetziger zeit in Teutschland gebräuchlichen Gesänge
- Was im singen/ bey den Noten und Tactu, Modis und Transpositione, Partibus seu Vocibus und unterschiedenen Choris, Auch bey den Unisonis unnd Octavis zu observiren
- Wie die Italienische und andere Termini Musici ... zu gewehnen seyn

## Klassifizierung der Musikinstrumente
Der zweite Band enthält als separaten Teil, der unter dem Titel Theatrum Instrumentorum seu Sciagraphia (Wolfenbüttel 1620) erschien, Abbildungen von zeitgenössischen Musikinstrumenten und eine Klassifizierung der Musikinstrumente, die wichtige Quellen für den historischen Musikinstrumentenbau darstellen. Neben den damals in Europa bekannten Saiten- und Blasinstrumenten findet sich auch die erste Abbildung eines afrikanischen Pluriarc.

## Ausgaben
- Michael Praetorius: Syntagma musicum.
  - Band 1: Musicae artis analecta. Wittenberg 1614/15 (archive.org).
  - Band 2: De Organographia. Wolfenbüttel 1619 (archive.org).
  - Band 3. Wolfenbüttel 1619 (archive.org).
- Michael Praetorius: Syntagma musicum. Faksimile-Nachdruck hrsg. von Wilibald Gurlitt. 3 Bände. Bärenreiter, Kassel 1958–59; 3. Auflage 1978, ISBN 3-7618-0184-X.
- Michael Praetorius: Syntagma musicum. Faksimile-Reprint hrsg. und mit einer Einführung versehen von Arno Forchert. 3 Bände. Bärenreiter, Kassel 2013, ISBN 978-3-7618-1527-4.